# Noopept
Noopept (Russe: Ноопепт; GVS-111, N-phenylacetyl-L-prolylglycine ethyl ester) est un peptide diffusé et prescrit en Russie dans l'élan des substances appelées nootropiques. La marque déposée sous le nom Noopept (Ноопепт) est produite par le groupe industriel pharmaceutique JSC LEKKO. La molécule a été brevetée à la fois en Russie et aux États-Unis, sous le numéro de brevet Fédéral Russe 2119496 & sous le brevet américain 5.439.930, tous deux publiés le 8 août 1995. Le produit est vendu comme complément alimentaire en Amérique et comme médicament dans d'autres pays.

## Mécanisme d'action

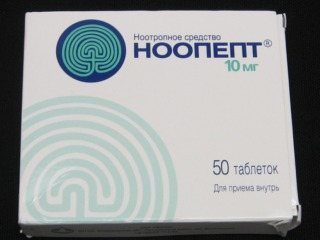
Photo d'exemple de la boite du produit Noopept russe

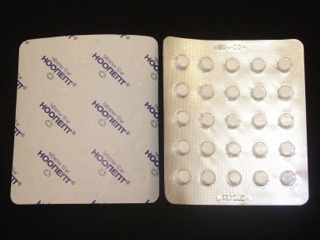
Présentation et format sous pilules

Noopept ne fait pas partie des racétams (puisqu'il n'a pas un squelette 2-oxo-pyrrolidine), mais est généralement assimilé à cause d'un mécanisme d'actions similaires avec ces produits de la même famille, jouant principalement sur la modulation du système acétylcholine, tout comme sur les récepteurs AMPA. En comparaison aux racétams traditionnels, si l'on en croit les études, il a été découvert que la dose efficace est 1000 fois plus faible, notamment par rapport au piracétam. Le Noopept est une prodrogue agissant sur le peptide endogène de la cycloprolylglycine.

## Pharmacocinétique
Le Noopept se retrouve avec un taux maximum de 13-33 µg/L de sang, une heure après la prise d'une dose de 20 mg. C'est le moment où il atteint sa demi-vie dans le corps pour des individus sains. Il est principalement éliminé par les reins avec des séries de métabolites produits par l'hydrolyse de l'amide et de l'ester, ainsi que l'hydroxylation et la déacylation aromatiques. Le Noopept peut être quantifié dans les fluides corporels par la chromatographie en phase liquide, avec une suite de différentes techniques de détection,.